# 오무로닌나지역
오무로닌나지역(일본어: 御室仁和寺駅, おむろにんなじえき)은 일본 교토부 교토시 우쿄구에 있는 게이후쿠 전기 철도 기타노 선의 역이다. 역 번호는 B5이다. 2007년 3월 18일까지의 역명은 오무로역(일본어: 御室駅, おむろえき)이었다. 이름과 같이 세계유산 닌나지의 근처역으로, 역전에서 닌나지의 산문 "니오몬"이 보인다.

## 역사
- 1925년 11월 3일: 교토 전등이 경영하는 아라시야마 전철 기타노 선의 오무로역으로 영업 개시.
- 1942년 3월 2일: 노선의 계승으로 게이후쿠 전기 철도의 역이 됨.
- 2002년: 제3회 긴키의 역 백선에 선정됨.
- 2007년 3월 19일: 오무로닌나지역으로 역명 변경.

## 역 구조
상대식 승강장 2면 2선의 구조로 교행이 가능한 지상역이다. 기타노하쿠바이초 방면 플랫폼에만 역사가 있다. 역사에는 개찰구와 매표구도 있지만 현재는 무인역인 관계로 보통 사용되지 않지만, 닌나지의 "벚꽃 축제" 시기 등 특히 혼잡이 예상될 경우 집찰 업무를 하기도 한다. 이 경우에는, 개찰구로 스루카 KANSAI용 카드 인식기가 설치된다. 역사 위에 "驛室御"인 정체자로 쓰여 있는 것도 특징이다.

## 역 주변
- 닌나지
- 교토 시립 오무로 초등학교
- 교토 시립 나라비오카 중학교

## 인접역
| 게이후쿠 전기 철도 ■ 기타노 선  | 게이후쿠 전기 철도 ■ 기타노 선 | 게이후쿠 전기 철도 ■ 기타노 선 |
| ------------------------------- | ------------------------------ | ------------------------------ |
| B6 묘신지 기타노하쿠바이초 방면 |                                | 우타노 B4 가타비라노쓰지 방면  |